# برد تندی
برد تندی (انگلیسی: Brad Tandy؛ زادهٔ ۲ مهٔ ۱۹۹۱) ورزشکار ورزش شنا اهل آفریقای جنوبی است.
وی در مسابقات کشوری و بین‌المللی در مجموع برندهٔ ۱ مدال برنز شده‌است.